# Rhipidothrips brunneus
Rhipidothrips brunneus är en insektsart som beskrevs av Williams 1913. Rhipidothrips brunneus ingår i släktet Rhipidothrips och familjen rovtripsar. Inga underarter finns listade i Catalogue of Life.